# James Waldegrave (2e comte Waldegrave)
James Waldegrave (4 mars 1715 - 13 avril 1763) est un homme d'État britannique, titré 2e comte Waldegrave.

## Biographie
Fils aîné de James Waldegrave (1er comte Waldegrave), il fait ses études à Westminster et au collège d'Eton. Il hérite des titres de son père en 1741. Il est Lord de la chambre de 1743 à 1752, nommé au Conseil privé en 1752 et gouverneur du prince de Galles et du prince Edward de 1752 à 1756. Le 15 mai 1759, il épouse Maria Walpole, fille illégitime d'Edward Walpole, et ils ont trois filles :

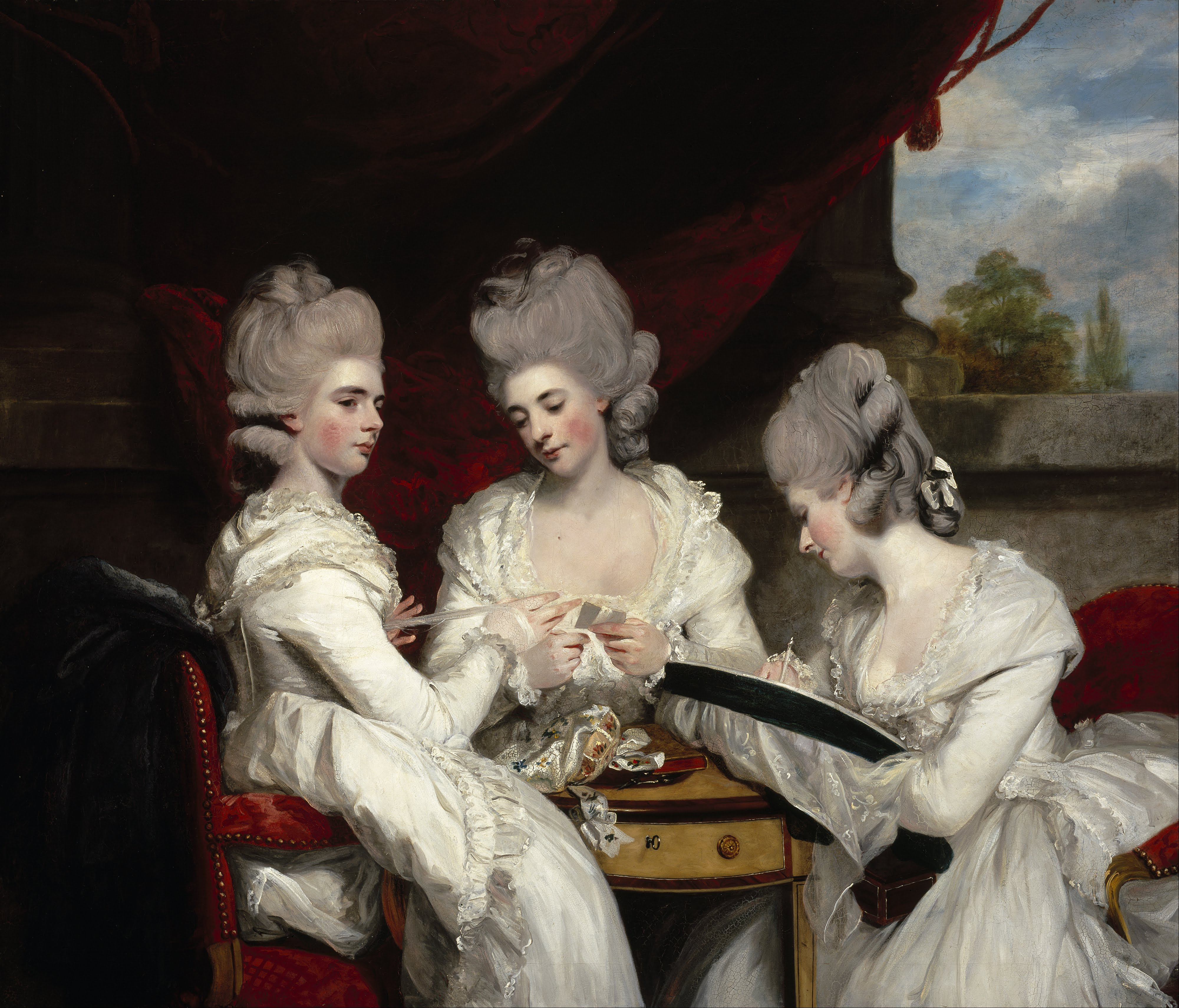
Les dames Waldegrave de Joshua Reynolds, 1770–1780

- Élisabeth Waldegrave (1760-1816) épouse son cousin, George Waldegrave (4e comte Waldegrave). Trois fils deviennent comte Waldegrave et tous les comtes successifs sont issus de ce mariage.
- Charlotte Maria Waldegrave (1761-1808), mariée à George FitzRoy (4e duc de Grafton).
- (Anna) Horatia Waldegrave (1762-1801), épouse Hugh Seymour et a des enfants. Ils sont les ancêtres du duc de Cambridge et du duc de Sussex. Avant son mariage, elle est peut-être secrètement fiancée à Robert Bertie (4e duc d'Ancaster et Kesteven) (1756-1779), comme le dit son oncle Horace Walpole et d'autres personnes qui l'ont mise en deuil[1],[2].

Après la démission du duc de Newcastle en novembre 1756, George II rejette William Pitt l'Ancien (le principal ministre du nouveau gouvernement) en avril 1757 et invite lord Waldegrave à prendre le relais du successeur de Newcastle, le duc de Devonshire comme premier lord du Trésor. Ainsi, Devonshire est brièvement démis de ses fonctions et lord Waldegrave tente de former un gouvernement du 8 au 12 juin de la même année mais échoue. Il démissionne, en partie parce qu'il craint qu'en tant que Premier ministre, il se brouille avec son ami proche le roi (comme ses prédécesseurs l'avaient fait). Devonshire demeure ensuite premier lord et Premier ministre pendant près de deux semaines et Newcastle revient une semaine plus tard.
Lord Waldegrave reçoit l'ordre de la Jarretière peu après et se retire de la vie publique après l’avènement de George III en 1760. Il meurt de la variole trois ans plus tard et, faute d'héritiers masculins, ses titres passèrent à son frère cadet, John.
Après sa mort, sa veuve Maria se remarie dans la famille royale britannique en devenant l'épouse du prince William Henry, duc de Gloucester et d'Édimbourg, frère du roi George III.